# Serra d'Almenara
La Serra d'Almenara és una serra situada al municipi d'Agramunt a la comarca de l'Urgell, amb una elevació màxima de 456,8 metres. (que correspon al cim del Pilar d'Almenara).